# مقاطعة تشيروكي (كارولاينا الشمالية)
مقاطعة تشيروكي (بالإنجليزية: Cherokee County)‏ هي إحدى مقاطعات ولاية كارولاينا الشمالية في الولايات المتحدة الأمريكية. مركز المقاطعة أو مقعدها هي مدينة مرفي. تأسست هذه المقاطعة سنة 1839.أصل هذه المقاطعة يأتي من: مقاطعة ماكون.

## أعلام
- راي جنكينز